# Cyrénaïque italienne
1927–1934
Entités précédentes :
- Libye italienne

Entités suivantes :
- Libye italienne

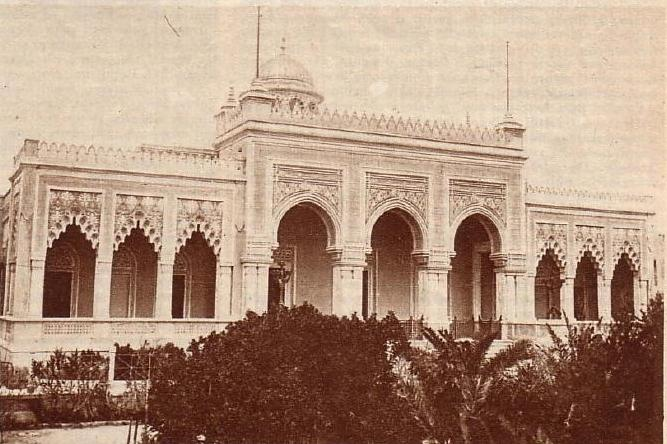
Le Palazzo Littorio, dit Parlement de la Cyrénaïque, construit en 1927.

La Cyrénaïque était une colonie italienne située à l'est de l'actuelle Libye qui a existé de 1927 à 1934. Elle a fait partie du territoire de la Libye italienne conquise aux dépens de l'Empire Ottoman en 1911.

## Histoire
En 1927, la Tripolitaine et la Cyrénaïque deviennent des entités coloniales indépendantes de L'Afrique du Nord italienne. En 1934, la Tripolitaine et Cyrénaïque intègrent la Libye italienne.
Dans les années 1920, la Cyrénaïque est le théâtre de combats entre  forces coloniales italiennes et les rebelles Libyens en lutte pour leur indépendance. En 1931, le chef des  rebelles Omar al-Mokhtar est capturé et exécuté.
À la fin des années 1930, la Cyrénaïque, qui est peuplée par plus de 20 000 colons italiens installés principalement autour de la côte, a bénéficié d'un important développement économique grâce aux investissements italiens dans les infrastructures locales. Des villages avec toutes les communications nécessaires (et infrastructures) pour les Italiens et les Libyens sont créés dans les régions côtières de la Cyrénaïque. L' objectif italien était de déplacer la population locale à l'intérieur des terres et d'installer de la population italienne dans les terres les plus fertiles de la région.
En 1938, les colons italiens fondent les communes rurales de Baracca, la Maddalena, Oberdan, d'Annunzio et de Battisti, puis en 1939, celles de Mameli et Filzi. Pour les familles Libyennes qui fournissent de nombreux soldats pour les divisions italo-libyennes (1ère Division libyenne Sibelle et 2e Division libyenne Pescatori) ont été créés les villages de Gedida-Nuova, Nahida-Risorta, Zahra-Fiorita et El-Fager-Alba.

## Camps de concentration en Cyrénaïque

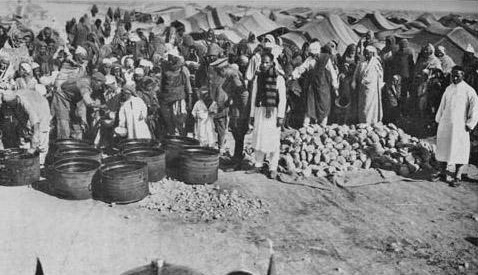
Dix mille détenus étaient gardés dans le camp de concentration de El Agheila.

Au cours de la première phase de l'occupation du pays, l'Italie fasciste avait plusieurs camps de concentration en Cyrénaïque. L'administration coloniale a commencé en 1929 à expulser des gens du Djebel Akhdar, empêchant les rebelles de s'occuper de la population locale. La migration forcée de plus de 100 000 personnes s'est terminée dans les camps de concentration de Suluq, El Magrun, Abyar et El Agheila, où des dizaines de milliers de gens sont morts dans des conditions sordides, principalement en raison d'épidémies comme la grippe espagnole.
Les camps de concentration ont été démantelés après 1934, lorsque le régime fasciste a obtenu le plein contrôle de la zone et a mis en place une politique d'assimilation de la communauté Arabe. Cette politique a été un tel succès qu'en 1940 il y avait deux divisions coloniales italienne composée essentiellement de Libyens.

## Infrastructures

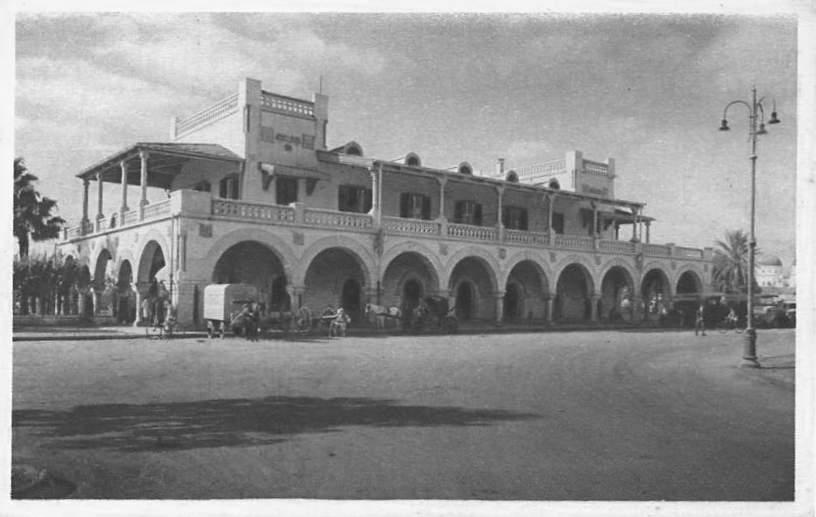
La gare de Benghasi en 1930

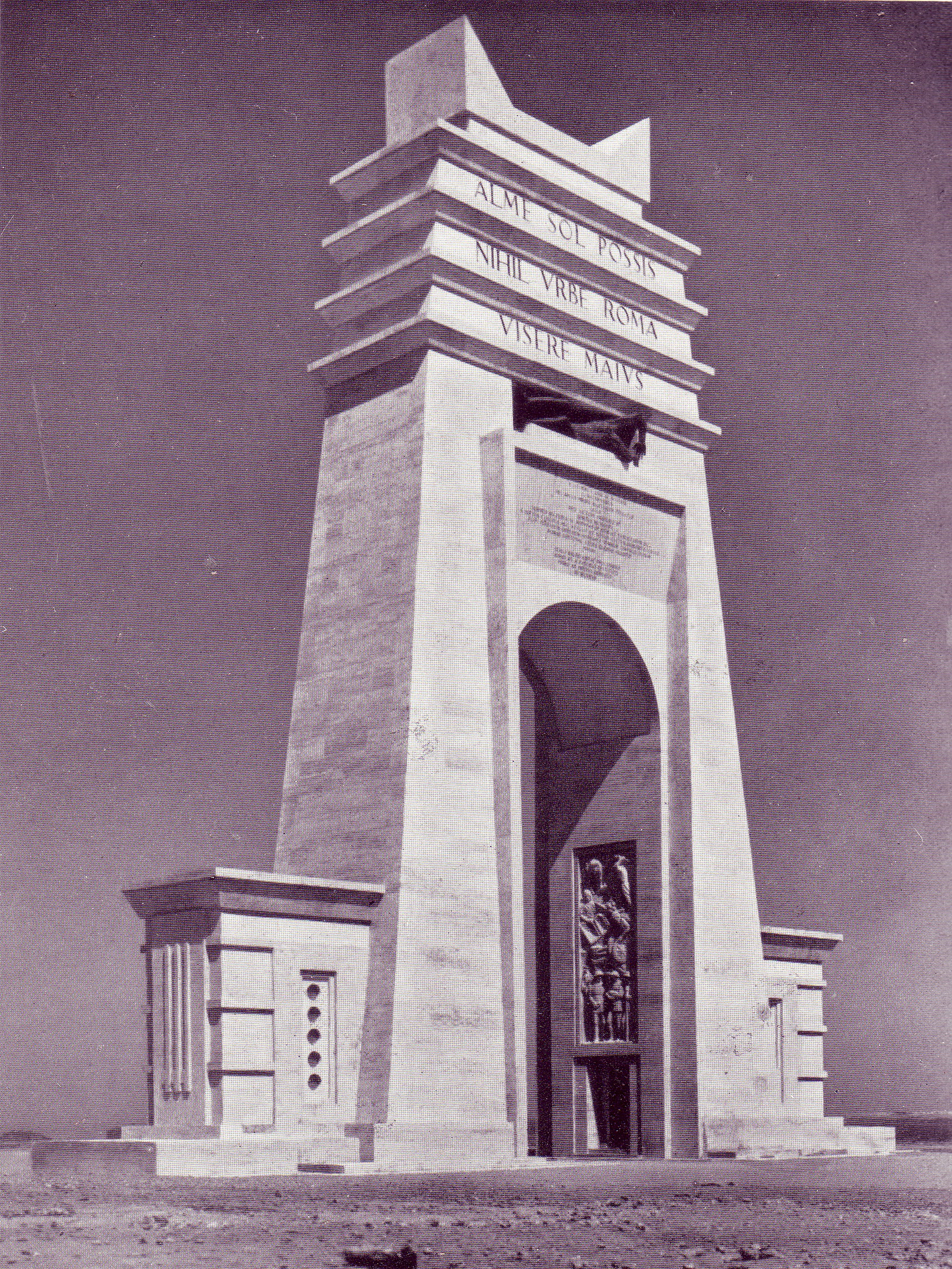
Arco dei Fileni construit en 1937 sur initiative de Italo Balbo d'après le projet de Florestano Di Fausto aux confins entre la Cyrénaïque et la Tripolitaine, détruit par Mouammar Kadhafi en 1973

Les Italiens ont mis en œuvre d'importants projets d'infrastructures en Cyrénaïque, principalement dans les années 1930 ; les plus importants sont la route côtière entre Tripoli et Benghazi (Litoranea Balbo), les chemins de fer de Benghazi-Barce et Benghazi-Soluch, et l'élargissement du Port de Benghazi.

## Chronologie
- 1911 : Début de la guerre italo-turque. Conquête italienne de Tobrouk, Derna et Benghazi[8].
- 1912 : Le traité de Lausanne met fin à la guerre italo-turque. L'Empire ottoman cède la Tripolitaine et la Cyrénaïque à l'Italie.
- 1917-1921 : Série d'accords (signé respectivement à Acroma, Ar Rajma, Bu Mariam) entre les Italiens et les Senussi, dirigé par Sayyid Idris[9].
- 1923 : Le gouverneur italien, Luigi Bongiovanni déclare l'annulation des traités, les forces italiennes occupent Ajdabiya, capitale de l' émirat de Senussi et se lancent à la reconquête de la Cyrénaïque[10]. La résistance est dirigée par Omar Mukhtar.
- 1925 : Le traité Italo-Égyptien définit la frontière entre la Cyrénaïque et l'Égypte[11].
- 1926 : Conquête d'Al-Jaghbub.
- Hiver 1927-1928 : Le lancement des « opérations du 29e parallèle », menées conjointement par les gouvernements de la Tripolitaine et de la Cyrénaïque, conduit à la conquête du golfe de Syrte, réunissant les deux colonies[12].
- 1929 : Pietro Badoglio devient  gouverneur unique de la Tripolitaine et de la Cyrénaïque. Début des entretiens infructueux de Sidi Rhuma avec Omar Mukhtar.
- 1931 : Occupation de l'Oasis de Koufra, pose de barbelés à la frontière entre la Libye et l'Égypte, capture et exécution de Omar Mukhtar.
- 1932 : Badoglio déclare la fin de la résistance libyenne.
- 1934 : La Cyrénaïque est incorporée dans la Libye italienne.